# Wind It Up (Rewound)
«Wind It Up (Rewound)» es una canción de la banda británica de música electrónica The Prodigy, lanzada como sencillo el 5 de abril de 1993. Un remix de la canción, es significativamente diferente a la versión que aparece en el álbum debut, Experience (1992), aunque aparece en el CD2 de la edición especial Experience Expanded. El lado B «We Are the Ruffest» presenta un riff de banjo acelerado. La versión de Elektra Records del sencillo en los Estados Unidos nunca se relanzó como lo fueron algunos de los sencillos anteriores, lo que lo convierte en una rareza y muy buscado. La versión de Elektra también contenía exclusivamente cuatro remixes nunca lanzados en ningún otro trabajo de la banda.

## Recepción crítica
Andy Beevers de Music Week le dio a «Wind It Up (Rewound)» cuatro de cinco estrellas, escribiendo: «Otra pista más de su LP debut llega al formato de sencillo. Viene en forma remezclada con una nueva melodía breakbeat ragga rave, igualmente dura y rápida, 'We Are the Ruffest', además de una nueva mezcla de la más experimental 'Weather Experience'. The Prodigy debería tener suficiente apoyo para llevar esto hacia las listas de éxitos, pero necesitarán seguirlo con algo más nuevo». Roger Morton de NME comentó: «Han tenido el éxito pop con 'Charly' y la inventiva exitosa de 'Out of Space'. Así que es una pena que este estallido de sobrecarga de breakbeat, ruido absorbente, riffs de piano y voces aceleradas suene tan, bueno, predecible». Pete Stanton de Smash Hits calificó la canción con dos de cinco y agregó: «'Wind It Up' realmente te pone nervioso. Es como uno de esos peluches Duracell que golpean un tambor por los siglos de los siglos».

## Video musical
El video musical que acompaña a la canción presenta a la banda nuevamente de gira por los Estados Unidos, como en el videoclip de «Everybody in the Place», pero esta vez en la costa oeste. Hay imágenes que muestran el sabor local, la banda en concierto y en la playa.

## Lista de canciones
| Vinilo 7" |                                 |          |  |
| N.º       | Título                          | Duración |  |
| 1.        | «Wind It Up» (The Rewound edit) | 3:29     |  |
| 2.        | «We Are the Ruffest»            | 5:30     |  |

| Vinilo 12" |                                       |          |  |
| N.º        | Título                                | Duración |  |
| 1.         | «Wind It Up (Rewound)»                | 6:15     |  |
| 2.         | «We Are the Ruffest»                  | 5:30     |  |
| 3.         | «Weather Experience» (Top Buzz remix) | 6:45     |  |

| Sencillo CD |                                       |          |  |
| N.º         | Título                                | Duración |  |
| 1.          | «Wind It Up» (The Rewound edit)       | 3:29     |  |
| 2.          | «We Are the Ruffest»                  | 5:19     |  |
| 3.          | «Weather Experience» (Top Buzz remix) | 6:54     |  |
| 4.          | «Wind It Up (Rewound)»                | 6:21     |  |

| Sencillo CD Elektra |                                       |          |  |
| N.º                 | Título                                | Duración |  |
| 1.                  | «Wind It Up» (The Rewound edit)       | 3:29     |  |
| 2.                  | «Wind It Up (Tightly Wound)»          | 6:03     |  |
| 3.                  | «Wind It Up (Forward Wind)»           | 5:57     |  |
| 4.                  | «Wind It Up (Unwind)»                 | 5:38     |  |
| 5.                  | «We Are the Ruffest»                  | 5:30     |  |
| 6.                  | «Weather Experience» (Top Buzz remix) | 6:45     |  |
| 7.                  | «Wind It Up (Bonus Beats)»            | 1:57     |  |

## Posicionamiento en listas
| Lista (1993)                         | Mejor posición |
| ------------------------------------ | -------------- |
| Unión Europea (European Dance Radio) | 18             |
| Irlanda (IRMA)                       | 6              |
| Países Bajos (Dutch Top 40)          | 10             |
| Países Bajos (Mega Single Top 100)   | 37             |
| Suiza (Schweizer Hitparade)          | 16             |
| Reino Unido (UK Singles Chart)       | 11             |
| UK Dance (Music Week)                | 7              |